# Tiza Mafira
Tiza Mafira (Yakarta, 21 de enero de 1984) es una activista ambiental indonesia. Inició la campaña para pagar por las bolsas de plástico que se aplica en los supermercados de Indonesia y el movimiento de reducción de las bolsas de plástico de Indonesia con varias organizaciones para crear conciencia sobre los daños de las bolsas de plástico desechables. Recibió en 2018 el premio Ocean Heroes Award del Programa de las Naciones Unidas para el Medio Ambiente.

## Trayectoria
Mafira se licenció en derecho por la Universidad de Indonesia, donde se especializó en Derecho internacional. Después, realizó un máster en Derecho en la Universidad de Harvard, especializándose en Derecho de sociedades, Cambio climático y Comercio de carbono.
Trabajó como abogada durante seis años en el bufete de abogados Makarim & Taira S., en derecho forestal y de recursos naturales, antes de pasar a la política ambiental. Se unió a la Iniciativa de Política Climática en 2014 como Directora Asociada, con sede en Indonesia. También es la directora ejecutiva de la Campaña de Dieta en Bolsa de Plástico de Indonesia. Es conferencista invitada en la Pelita Harapan University en Comercio, Medio ambiente y Cambio climático.

### Campañas
Preocupada por el uso cada vez mayor del plástico, Mafira inició la campaña "Indonesia Plastic Bag Diet" (Reducción de las bolsas de plástico en Indonesia) en octubre de 2010. Esta campaña invitaba al público a comenzar a reducir el uso de bolsas de plástico, trayendo sus propias bolsas de la compra o reutilizando las bolsas de plástico. La campaña se hizo en colaboración con un comercio en seis ciudades principales, que en última instancia podía reducir 8 233 930 unidades de bolsas de plástico y recaudar donaciones de consumidores en torno a unos 117 millones de rupias para actividades de limpieza de bolsas de plástico en Bogor, Yogyakarta, Surabaya y Bali. Mafira considera que se necesitan políticas para promover cambios de estilo de vida a gran escala con respecto al uso de las bolsas de plástico.
A principios de 2013, Mafira junto con organizaciones que han hecho campañas de toma de conciencia sobre los problemas que generan las bolsas de plástico, como Change.org, Ciliwung Institute, Hora del Planeta de Indonesia, Greeneration Indonesia, Leaf Plus, Indorelawan, Si Dalang, The Body Shop así como varias figuras individuales, iniciaron un movimiento nacional llamado el Gerakan Indonesia Diet Kantong Plastik, o GIDKP (movimiento de reducción de bolsas de plástico de Indonesia). El objetivo es aumentar la participación del pueblo indonesio a nivel individual e institucional, y unificar el impacto de la campaña. Ese mismo año, Mafira impulsó una campaña de firmas para «Pagar por cada bolsa de plástico» pidiendo a los comerciantes y minoristas que dejaran de repartir bolsas de plástico gratuitas, que fue apoyada por 70 000 personas.
La prueba de la política de bolsas de plástico pagadas entró en vigor el 21 de febrero de 2016 en 23 ciudades de Indonesia. Como resultado, hubo una disminución del 80 % en el uso de bolsas de plástico. Sin embargo, la prueba no duró mucho, ya que muchas partes no estaban de acuerdo con la implementación de la política. Algunos minoristas expresaron su preocupación de que los clientes se fueran si no se proporcionaban bolsas gratuitas. Además, a los productores de plástico les preocupaba que la prohibición de los plásticos de un solo uso provocara la pérdida de puestos de trabajo y otros impactos económicos.
Mafira dice que la demanda de productos reciclados podría ayudar a respaldar la economía a través de la artesanía local. Aunque muchos no están de acuerdo con esta legislación, el gobierno de Indonesia apoya la política sobre el uso de bolsas de plástico. También lidera la campaña 'Robo de bolsas de plástico', donde voluntarios organizados se acercan a las personas en la calle y ofrecen cambiar sus bolsas de plástico por otras recicladas, y la interacción brinda una oportunidad para crear conciencia y educar al público.

## Reconocimientos
Mafira se convirtió en una de las cinco figuras de activistas ambientales de cinco países (Indonesia, India, Reino Unido, Tailandia y Estados Unidos) que recibió el premio Ocean Heroes del Programa de las Naciones Unidas para el Medio Ambiente el 8 de junio de 2018.